# Selyemakác
A selyemakác (Albizia) a hüvelyesek (Fabales) rendjében a pillangósvirágúak (Fabaceae) családjába sorolt mimózaformák (Mimosoideae) egyik nemzetsége mintegy 100–150 fajjal.

## Származása, elterjedése
Főleg az Óvilág melegebb területein terjedt el.

## Megjelenése, felépítése
Fásszárú; az egyes fajok fák, illetve cserjék. 10–15 m-nél magasabbra csak néhányuk nő meg.
Kétszeresen összetett levelei váltakozva állnak.
Rózsaszín, fehér vagy sárga virágai gömbölyded fejecskében vagy hangeres füzérben nőnek. Hüvelytermése lapos és hosszú.

## Életmódja, termőhelye
Lombhullató. Általában a melegebb vidékeket kedveli; a legtöbb faj kimondottan fagyérzékeny.

## Felhasználása
Több faját:
- trópusi selyemakác (Albizia lebbeck)
- magas selyemakác (Albizia procera)

kemény, de könnyen megmunkálható, rózsásvörös vagy sötét fájáért ültetik.
A trópusokon gyakran ültetik árnyékadó fának a kávéültetvényeken.
Helyenként felhasználják az egyes fajok által termelt gyantát, illetve gumiszerű anyagokat.
Számos faját ültetik dísznövények, elsősorban a mediterrán éghajlatú vidékeken. Enyhén fagyérzékeny a Magyarországon kedvelt perzsa selyemakác (fátyolakác, Albizia julibissin). Ez 8–10 m magasra növő, szétterülő koronájú fa. Virágait a hosszú, rózsaszín porzószálak bojtszerűvé teszik.